# Rondae Hollis-Jefferson
Rondae Jaquan Hollis-Jefferson (ur. 3 stycznia 1995 w Chester) – amerykański koszykarz, występujący na pozycji skrzydłowego, obecnie zawodnik Beşiktaş Icrypex.
W 2012 zdobył złoty medal podczas międzynarodowego turnieju Nike Global Challenge oraz srebrny medal mistrzostw świata U–18 FIBA 3x3. W 2013 wziął udział w trzech meczach gwiazd amerykańskich szkół średnich – Nike Hoop Summit, Jordan Classic, McDonald’s All-American.
17 lipca 2019 dołączył do Toronto Raptors.
8 kwietnia 2021 zawarł 10-dniową umowę z Portland Trail Blazers. 18 kwietnia podpisał kolejny, identyczny kontrakt. Dziesięć dni później związał się z klubem do końca sezonu.
23 września 2021 został zawodnikiem tureckiego Beşiktaş Icrypex.

## Osiągnięcia
Stan na 25 września 2021, na podstawie, o ile nie zaznaczono inaczej.
NCAA
- Uczestnik rozgrywek Elite 8 turnieju NCAA (2014, 2015)
- Mistrz:
  - turnieju konferencji Pac-12 (2015)
  - sezonu regularnego Pac-12 (2014, 2015)
- Zaliczony do:
  - I składu:
    - Pac-12 (2015)
    - defensywnego Pac-12 (2015)
    - pierwszoroczniaków Pac-12 (2014)
    - turnieju:
      - zachodniego regionu NCAA (2015)
      - Pac-12 (2015)
      - Maui Invitational (2014)

Indywidualne
- Brązowy medalista konkursu wsadów mistrzostw świata FIBA 3x3 U–18 (2012)[7]

Reprezentacja
- Wicemistrz świata FIBA 3x3 U–18 (2012)[7]